# Sansevieria hallii
Sansevieria hallii är en sparrisväxtart som beskrevs av Chahin. Sansevieria hallii ingår i släktet bajonettliljor, och familjen sparrisväxter. Inga underarter finns listade i Catalogue of Life.

## Bildgalleri

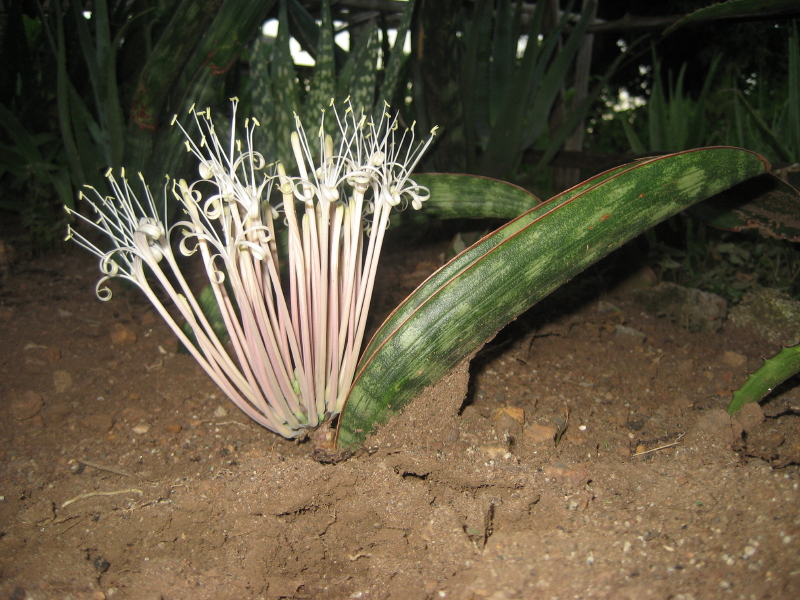
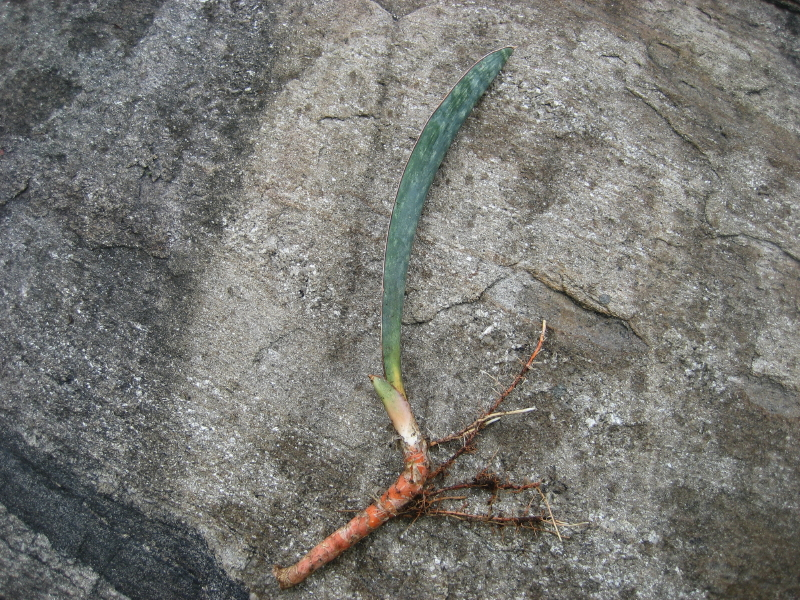
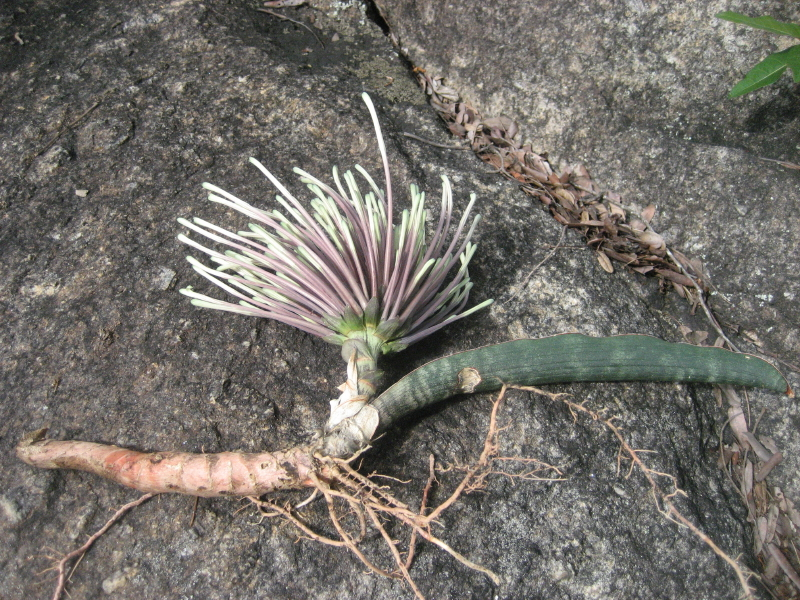
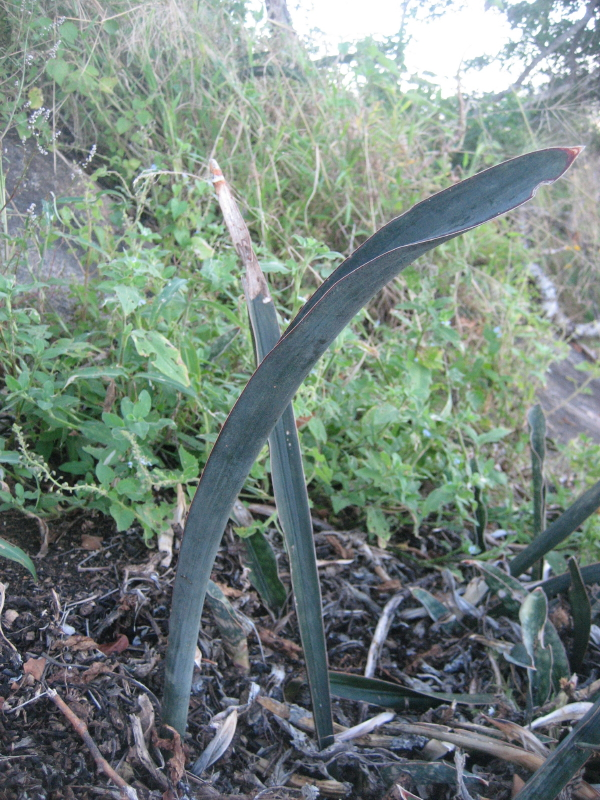